# Прасковея
Праскове́я — село в Будённовском муниципальном округе Ставропольского края России.

## Варианты названия
- Прасковьино,
- Просковея[4][5]:150

## География
Село располагается на правом берегу реки Кума в 3 километрах от Будённовска и в 220 километрах от города Ставрополя. Площадь села 144 км².

## История
Село было основано в 1781 году (по другим источникам — в 1764:150) крестьянами-переселенцами из различных губерний Российской империи. Местное предание приписывает основание села князю Потёмкину-Таврическому.
На 1789 год село входило в Екатериноградский уезд.
Указом от 30 августа 1790 года Кавказское наместничество и Кавказская губерния ликвидированы, губернские присутственные места переведены в Астрахань, город Екатериноград и Екатериноградский уезд упразднены. Населённые пункты ликвидированного Екатериноградского уезда распределены между близлежащими уездами. В частности, в состав Моздокского уезда вошло село Прасковьино.
Основным занятием населения было полеводство, садоводство и виноградарство, с 1820 годов стало развиваться промышленное виноделие. Родоначальниками промышленного виноделия стали Фёдор Афанасьевич Ребров и его сын Алексей Фёдорович, которые построили завод по производству шампанских вин. «Ребровское шампанское» — марка вина, широко известная в России во времена императора Александра I. С этого времени Прасковея становится столицей виноделия Ставропольской губернии, какой статус сохраняется до сих пор. Из сопутствующих промыслов имелись кожевенный, маслобойный, бондарный и кузнечный, функционировал кирпичный завод.
Издание «Кавказский край: Природа и люди» (1895 год), говоря о садоводстве и виноградарстве Северного Кавказа, отмечало что своими виноградниками отличались селения Маслов-Кут, Бургун-Маджары, Прасковея, Владимировка и город Святой крест. Население этих поселений большей частью было армянским, и именно оно и начало здесь впервые культивировать виноградную лозу
С 9 декабря 1867 года село становится центром образованного Новогригорьевского уезда Ставропольской губернии.
На 7 августа 1876 года Прасковея была также центром Прасковейской волости.
В 1879 году была открыта почтово-телеграфная контора, которая снабжала почтовой корреспонденцией город Святой Крест, села Покойное и Орловка. Телеграфная связь обслуживала помимо уездного центра также город Святого Креста, Архангельское, Орловку, Преображенское, Удельное (Томузловку).
В 1886 году открыта школа грамоты.
С 10 июня 1900 года — Прасковея становится уездным городом, центром Прасковейского уезда, который был образован из частей Александровского и Новогригорьевского уездов. Прасковейский уезд включил в себя 8 волостей первого стана. Заработал сельский банк. Общее число жителей составляло 122 747 человек, в том числе в Прасковее — 14 540. В 1905 году в селах Ставропольской губернии произошли массовые выступления крестьян, направленных против самодержавия и местных властей. Как уездный город, Прасковея не оправдала ожидания в развитии строительства, промышленности и торговли, поэтому 18 декабря 1911 года в соответствии с указом (№ 34.579 от 29.12.1910) административные учреждения были перенесены в город Святого Креста (будущий Будённовск), который за 10 предшествующих лет вырос более чем в 2 раза и быстро наращивал промышленное производство. Прасковее возвращён статус сельского поселения.
В 1914 году была пущена в эксплуатацию первая телефонная станция на 20 номеров.
В 1917 году в селе создана большевистская организация. По окончании гражданской войны, в 1920 году, была восстановлена телеграфная связь села Прасковея и города Святой Крест с городом Ставрополем.
С августа 1942 года по январь 1943 года — в ходе наступления нацистской Германии Прасковея оккупирована фашистами.
В 1958 году появились и быстро распространялись первые телевизоры, в связи с вводом в эксплуатацию Пятигорского телецентра.
Середина 1960-х — 1980-е годы отмечены в Прасковее высокими темпами строительства и развития социальной сферы, построены и введены в действие: хлебокомбинат, универмаг и четыре магазина, здание почты, здания школ и детских садов, новый учебный корпус техникума виноградарства и виноделия; дом культуры с летним кинотеатром на 400 мест в винсовхозе «Прасковейский»; клуб мелиораторов на 150 мест; клуб на 250 мест с киноустановкой и танцевальным залом в техникуме виноградарства и виноделия; здание сельского Совета; благоустроенный жилой микрорайон мелиораторов; комбинат бытового обслуживания.
В 1967—1969 годах на территории села Прасковея были организованы ПМК-13 и ПМК-17 треста «Прикумводстрой», которые вели строительство Большого Ставропольского канала и орошаемых плантаций в совхозах и колхозах региона.
1971 год — пущена автоматическая телефонная станция (АТС-54) на 100 номеров.
1978 год — в село проведён природный газ, началась централизованная газификация жилых домов.
1 июля 2016 года из-за ливней произошел подъём уровня воды в Магистральном канале и оказались подтопленными приусадебные участки.
До 16 марта 2020 года село образовывало упразднённое сельское поселение село Прасковея.

## Население
| 1789    | 1873    | 1874    | 1875    | 1876    | 1877    | 1878    | 1879    | 1897    |
| ------- | ------- | ------- | ------- | ------- | ------- | ------- | ------- | ------- |
| 1634    | ↗8014   | ↘6561   | ↗6674   | ↗6751   | ↘6566   | ↘6485   | ↗7243   | ↗10 991 |
| 1903    | 1908    | 1909    | 1939    | 1959    | 1979    | 1989    | 2002    | 2010    |
| ↗15 640 | ↗18 285 | ↘13 774 | ↘12 137 | ↘7896   | ↗10 055 | ↗10 391 | ↗11 218 | ↘10 902 |
| 2011    | 2012    | 2013    | 2014    | 2015    | 2016    | 2017    | 2018    | 2019    |
| ↗11 028 | ↗11 072 | ↘11 027 | ↘10 965 | ↗11 016 | ↘10 996 | ↘10 914 | ↘10 872 | ↘10 721 |
| 2020    | 2021    |         |         |         |         |         |         |         |
| ↗10 724 | ↘10 695 |         |         |         |         |         |         |         |

Национальный состав
По итогам переписи населения 2010 года проживали следующие национальности (национальности менее 1 %, см. в сноске к строке «Другие»):
| Национальность | Численность | Процент |
| -------------- | ----------- | ------- |
| Русские        | 9321        | 85,50   |
| Армяне         | 825         | 7,57    |
| Даргинцы       | 358         | 3,28    |
| Другие         | 398         | 3,65    |
| Итого          | 10 902      | 100,00  |

## Упразднённое сельское поселение село Прасковея
Упразднено 16 марта 2020 года.
Совет депутатов сельского поселения
Состоит из 15 депутатов, избираемых на муниципальных выборах по одномандатным избирательным округам сроком на 5 лет.
Глава поселения 
- 2006—2012 — Влащенко Александр Алексеевич
- c 4 марта 2012 год — Цыс Галина Викторовна
- Шихалев Виталий Валерьевич[43]

Администрация сельского поселения
Символика
Символика села Прасковея утверждена Геральдической комиссией Российской Федерации в 2006 году. На гербовом щите серебряного цвета изображена святая великомученица Параскева естественных цветов в червлёном одеянии, сопровождаемая справа пурпурной, слева зелёной гроздьями винограда. Параскеву местные жители почитают как покровительницу виноградарей.

## Инфраструктура
- Дом культуры

Сельская библиотека. Открыта в 1937 году
- Краеведческий музей села Прасковея. Открылся 11 октября 2002 года[45]. Самым древним экспонатам четыре тысячи лет. Представлены сарматы, скифы, аланы. Много материалов по истории Маджаров. Представлено освоение земель Северного Кавказа, эпоха Кавказской войны, первые поселения в регионе, развитие хозяйства, духовность, культура, быт. Большие экспозиции посвящены революции 1917 года, Гражданской войне, продразверстке, НЭПу, укреплению сельского хозяйства и русско-американское сельхозсотрудничеству, Великой Отечественной войне, также экспозиции по развитию виноградарства и виноделия[46].
- Сельская амбулатория
- Ветеринарный участок № 27. Начал работу 14 апреля 1896 года[47]
- В северо-восточной части села расположены 3 общественных открытых кладбища: Вознесенское, Александра Невского и Покровское (общая площадь участков — 270 тыс. м²)[48].

## Образование
- Детский сад № 7 «Улыбка»
- Детский сад № 11 «Тополёк». Открыт 25 октября 1967 года[44]
- Детский сад № 13 «Незабудка»
- Детский сад № 14 «Незабудка»
- Детский сад № 33 «Светлячок»
- Средняя общеобразовательная школа № 3
- Основная общеобразовательная школа № 11 имени Героя Российской Федерации Алексея Николаевича Мороховца. Открыта 23 ноября 1927 года как восьмилетняя школа № 11[45]
- Центр внешкольной работы
- Детская школа искусств (на 50 детей). Открыта 1 сентября 1965 года как детская музыкальная школа[49]
- Детско-юношеская спортивная школа
- Агротехнологический техникум. Открыт 26 июля 1904 года как низшая сельскохозяйственная школа. После 1917 года переименована в Прасковейское сельскохозяйственное училище, на базе которого в 1935 года был создан техникум виноградарства и виноделия. Позднее сельскохозяйственный техникум[50]
- Представительство Ставропольского института имени В. Д. Чурсина"[51]

История
Начальное двухклассное училище. Упоминается в 1898 году

## Экономика
- 7 крупных и около 100 малых предприятий, организаций и учреждений. В формировании местного бюджета главный вклад вносят налоги от предприятий, производящих и перерабатывающих сельскохозяйственную продукцию (предприятия «Прасковея» и «Прасковейское») и подразделение компании «Ставропольнефтегаз», добывающее и перерабатывающее нефть, мощностью 80 тысяч тонн нефтепродуктов в год. Нефть на территории села добывается с 1960-х годов.
- Прасковейский винзавод. 15 мая 1898 года Управление акцизными сборами постановило построить в селе Прасковея казённый винный склад. В 1900 году склад приступил к работе. 18 июля 1920 года преобразован в винсовхоз «Прасковейский»[53]. В 1945 году при Прасковейском винзаводе создана винотека[10]. Крупнейший производитель высококачественных вин и коньяков в Ставропольском крае[54]
- Малый бизнес представлен ремонтно-строительными предприятиями, по производству мебели, переработке сельскохозяйственной продукции.
- Торговое и бытовое обслуживание населения осуществляют более 50 торговых точек, хлебозавод, 2 пекарни, 2 парикмахерские и иные предприятия бытового обслуживания

## Русская православная церковь
- Храм Александра Невского. Разрушен в 30-е годы XX века. Возрождён в 2010—2012 годах[55][56]
- Покровская часовня
- Покровский храм. Первый храм села, деревянный, построен основателями Прасковеи. Существовал с 1787 по 1937 год на нынешней улице Красноармейской[57]
- Вознесенская церковь[58]

## Люди, связанные с селом
- Алексей Николаевич Мороховец (1980, село Прасковея — 1999), младший сержант, Герой Российской Федерации, участник боевых действий на территории Республики Дагестан и Чеченской Республики
- Ребров, Алексей Фёдорович (21.02(05.03).1776, г. Москва — 23.09(05.10).1862, г. Пятигорск), помещик, губернский предводитель дворянства, основатель шелководства и виноделия на Ставрополье[47]

## Памятники
- Братская могила красногвардейцев, погибших в годы гражданской войны. 1920, 1925 гг.[59]
- Могила 14 красногвардейцев, расстрелянных белогвардейцами. 1918—1920, 1935 гг.[60]
- Братская могила партизан гражданской войны и воинов советской армии и партизан отечественной войны. 1925 г.[61]
- Могила мирных жителей, расстрелянных фашистами. 1942—1943, 1943 гг.[62]
- Братская могила мирных жителей, расстрелянных фашистами. 1942—1943, 1955 гг.[63]
- Братская могила (с обелиском) партизан гражданской войны, расстрелянных белыми бандами. 1956 г.[64]